# تشن تشونغ تشانغ
تشن تشونغ تشانغ (بالإنجليزية: Chen Chung Chang)‏ هو رياضياتي أمريكي، ولد في 1927، وتوفي في 17 يوليو 2014.